# New York Institute of Finance
Das New York Institute of Finance (NYIF) ist ein amerikanisches Bildungsinstitut, welches 1922 von der New York Stock Exchange (NYSE) an der Wall Street gegründet wurde. Der Hauptsitz befindet sich am Broadway 160 in New York.
Das Institute of Finance bietet Fachleuten der Finanzbranche und Unternehmen weltweit Weiterbildungen an. Im Jahr 2015 hatte das Institut über 35.000 Studenten aus mehr als 120 Ländern. Zu den ehemaligen Studenten des Instituts gehört unter anderem der erfolgreichste Börsianer aller Zeiten Warren Buffett.
Das New York Institute of Finance ist Herausgeber von über 200 Fachbüchern, Handbüchern, Wörterbüchern (Stand 2016) und e-books zu Finanzthemen. Es stellte Online-Kurse zu einem breit gefächerten Themenbereich zur Verfügung, wie Investment Banking, Capital Asset Pricing, Versicherungen, Financial Modeling, Marktstrukturen oder  Rechnungswesen.

## Alumni
- Reino Aarnio (1912–1988), Architekt
- Kyriacos A. Athanasiou (* 1960), Vorsitzender des Biomedical Engineering department der University of California
- Warren Buffett (* 1930), Unternehmer, Investor
- LaVern Rhaburn Sula, Präsidentin der Nordamerika-Abteilung von Argus Cyber Security
- Vincent L. Sadusky, Chief Executive Officer der Univision Communications Inc.
- Lance Williams (1949–2017), Entwickler Graphischer Datenverarbeitung